# 格兰德河畔彼达迪
格兰德河畔彼达迪是巴西米纳斯吉拉斯州的一个市镇。总面积322.743平方公里，总人口4781人，人口密度14.8人/平方公里。